# ساندرو سالوینی
ساندرو سالوینی (ایتالیایی: Sandro Salvini؛ ‏ ۶ اوت ۱۸۹۰ – ۲۴ ژوئیهٔ ۱۹۵۵) بازیگر اهل ایتالیا بود.
از فیلم‌هایی که وی در آن نقش داشته‌است، می‌توان به سیزدهمین مرد، نرون و ملکه اسکالا اشاره کرد.